# San Jenaro en el anfiteatro de Pozzuoli
San Jenaro en el anfiteatro de Pozzuoli (en italiano, San Gennaro nell'anfiteatro di Pozzuoli) es un cuadro al óleo sobre lienzo de 300 cm de alto por 200 cm de ancho realizado en 1636-37 por la pintora italiana Artemisia Gentileschi. Se conserva en la Catedral de Pozzuoli, localidad cercana Nápoles.

## La obra
El cuadro, de dimensiones notables, forma parte de un grupo de tres lienzos realizados por Artemisia Gentileschi para la catedral de Pozzuoli. Esto testimonia cómo, en Nápoles, la pintora había encontrado un ambiente dispuesto a encargarle no sólo telas destinadas a colecciones privadas, sino también importantes obras devocionales para exponerse en los lugares de culto.
La escena representada en el cuadro se refiere a las vivencias atormentadas que las fuentes hagiográficas narran en relación con el martirio de san Jenaro. Además de haber sido sometido a otros tormentos, san Jenaro y sus seguidores fueron dados como comida a una manada famélica de osos y leones. Las fieras, en lugar de asaltarlo, se aquietan de pronto y van a lamer los pies del santo (que después de este vano intento de darle la muerte, será entonces matado a golpes de espada).
La tela, aunque en mal estado de conservación, muestra el momento en que las fieras se amansan, mientras san Jenaro, que luce la mitra obispal, viste un pluvial abierto sobre una túnica blanca y se apoya en un bastón pastoral, y levanta la mano derecha, casi para bendecir a las fieras. En torno a él, sus seguidores expresar estupor por el milagro y veneración por su santo obispo. Sobre el fondo se observan, fielmente representadas, las otras paredes del anfiteatro romano (detalles que algunos críticos consideran atribuibles a un colaborador romano de Artemisia).
Los modos estilísticos del cuadro no tiene la fuerza dramática propia de la pintora romana, sino que se adaptan a un lenguaje hagiográfico más mesurado y convencional.